# Kimberly Wyatt
Kimberly Wyatt (sinh ngày 4 tháng 2 năm 1982) là một ca sĩ, vũ công người Hoa Kỳ, thành viên nhóm nhạc The Pussycat Dolls.

## Tiểu sử
Kimberly sinh ra tại Warrensburg, Missouri - một thị trấn nhỏ nằm gần thành phố Kansas. Học nhảy từ năm 7 tuổi, đến khi 14 tuổi cô đã giành được một học bổng để theo học tại New York mỗi mùa hè, cùng với Joffrey Ballet và trung tâm khiêu vũ Broadway. Tốt nghiệp trung học năm 17 tuổi, cô bay tới Las Vegas để thử giọng cho một chuyến đi trên biển và một buổi biểu diễn của sòng bạc. Cô đã tham gia vào một vở kịch của Royal Caribbean's Explorer of the Seas, và chuyến đi trên biển lớn nhất trên thế giới, cô đã có thể thăm hầu hết các quốc gia Nam Âu.
Vào năm 2001, cô chuyển tới L.A., bất chấp lời mời từ Hubbard St. Dance Co. ở Chicago và tiếp tục theo đuổi sự nghiệp khiêu vũ của mình.
Năm 2003, Robin Antin gặp Wyatt khi đang là người biên đạo múa cho một music video nằm trong album solo của Nick Lachey. Antin hỏi cô về việc tham gia vào nhóm The Pussycat Dolls. Giống như các Dolls khác, cô cũng làm việc cho Interscope Records.
Theo Antin, Wyatt là "vũ công khêu gợi nhất mà tôi từng gặp" (the sexiest dancer I have ever seen in my life).